# Calepitrimerus alchemillae
Calepitrimerus alchemillae är en spindeldjursart som först beskrevs av Johan Ivar Liro 1940.  Calepitrimerus alchemillae ingår i släktet Calepitrimerus, och familjen Eriophyidae. Arten är reproducerande i Sverige.